# ᵨ
Cette page contient des caractères spéciaux ou non latins. S’ils s’affichent mal (▯, ?, etc.), consultez la page d’aide Unicode.
ᵨ, appelée rhô en indice ou rhô inférieur, est un symbole de l’alphabet phonétique ouralique, notamment par Toivo Lehtisalo (fi). Il est formé de la lettre grecque rhô mise en indice.

## Utilisation
Toivo Lehtisalo utilise le rhô en indice, dans le dictionnaire yourak (en)-allemand Juraksamojedisches Wörterbuch publié en 1956, pour indiquer une prononciation uvulaire de la voyelle qui le précède, notamment utilisé dans les appels aux rennes.

## Représentations informatiques
La rhô en indice peut être représenté avec les caractères Unicode suivants (extensions phonétiques) :
| formes       | représentations | chaînes de caractères | points de code | descriptions                | note                            |
| ------------ | --------------- | --------------------- | -------------- | --------------------------- | ------------------------------- |
| modificative | ᵨ               | ᵨ                     | U+1D68         | indice lettre minuscule rhô | codé pour le symbole phonétique |

## Sources
- (en) Finlande, Irlande, Norvège ISO/IEC JTC1/SC2/WG2, Uralic Phonetic Alphabet characters for the UCS, 20 mars 2002 (lire en ligne)
- (de) Toivo Lehtisalo, Juraksamojedisches Wörterbuch, Helsinki, Suomalais-Ugrilainen Seura, coll. « Lexica Societatis Fenno-ugricae » (no 13), 1956